# Clásicos y acústicos
Clásicos y acústicos é um álbum ao vivo da parceria Baglietto-Vitale, lançado no dia 17/10/2012. Foi gravado no "Teatro Colón", (La Ciudad Autónoma de Buenos Aires).
O álbum foi agraciado, em 2013, com o "Premio Estrella de Mar (Categoria: Melhor Espectáculo Musical)".

## Faixas
01 - Nostalgias
02 - Tarde
03 - Garua
04 - El Otro Cambio, los que se quedan
05 - Yo Era el Capitan
06 - Dormite Patria
07 - Dlg
08 - Cancion del Jangadero
09 - Subito Pianissimo
10 - Tonada de un Viejo Amor
11 - Alfabeto para Locos
12 - El Mensu
13 - Postales del Alma
14 - Las Cosas Tienen Movimiento
15 - Milonga del 700 (Bonus Track)